# Spyridium nitidum
Spyridium nitidum är en brakvedsväxtart som beskrevs av N. A. Wakefield. Spyridium nitidum ingår i släktet Spyridium och familjen brakvedsväxter. Inga underarter finns listade i Catalogue of Life.